# Franklin County (Vermont)
Franklin County ist ein County im Bundesstaat Vermont der Vereinigten Staaten. Der Sitz der Countyverwaltung (County Seat) befindet sich in St. Albans. Das U.S. Census Bureau hat bei der Volkszählung 2020 eine Einwohnerzahl von 49.946 ermittelt.

## Geographie
Das County grenzt im Norden an Kanada und hat eine Fläche von 1792 Quadratkilometern, wovon 142 Quadratkilometer Wasserfläche sind. Es grenzt im Uhrzeigersinn an folgende Countys: Orleans County, Lamoille County, Chittenden County, Grand Isle County und Brome-Missisquoi (Kanada).

## Geschichte
Franklin County wurde am 5. November 1792 aus Teilen des Chittenden County gebildet.

## Demografische Daten
Nach der Volkszählung im Jahr 2000 lebten im County 45.417 Menschen. Es gab 16.765 Haushalte und 12.188 Familien. Die Bevölkerungsdichte betrug 28 Einwohner pro Quadratkilometer. Ethnisch betrachtet setzte sich die Bevölkerung zusammen aus 96,06 % Weißen, 0,30 % Afroamerikanern, 1,51 % amerikanischen Ureinwohnern, 0,26 % Asiaten, 0,02 % Bewohnern aus dem pazifischen Inselraum und 0,21 % Prozent aus anderen ethnischen Gruppen; 1,64 % stammten von zwei oder mehr ethnischen Gruppen ab. 0,59 % der Bevölkerung waren spanischer oder lateinamerikanischer Abstammung.
Von den 16.765 Haushalten hatten 37,70 % Kinder und Jugendliche unter 18 Jahre, die bei ihnen lebten. 58,40 % waren verheiratete, zusammenlebende Paare, 9,90 % waren allein erziehende Mütter. 27,30 % waren keine Familien. 20,60 % waren Singlehaushalte und in 8,40 % lebten Menschen im Alter von 65 Jahren oder darüber. Die Durchschnittshaushaltsgröße betrug 2,67 und die durchschnittliche Familiengröße lag bei 3,08 Personen.

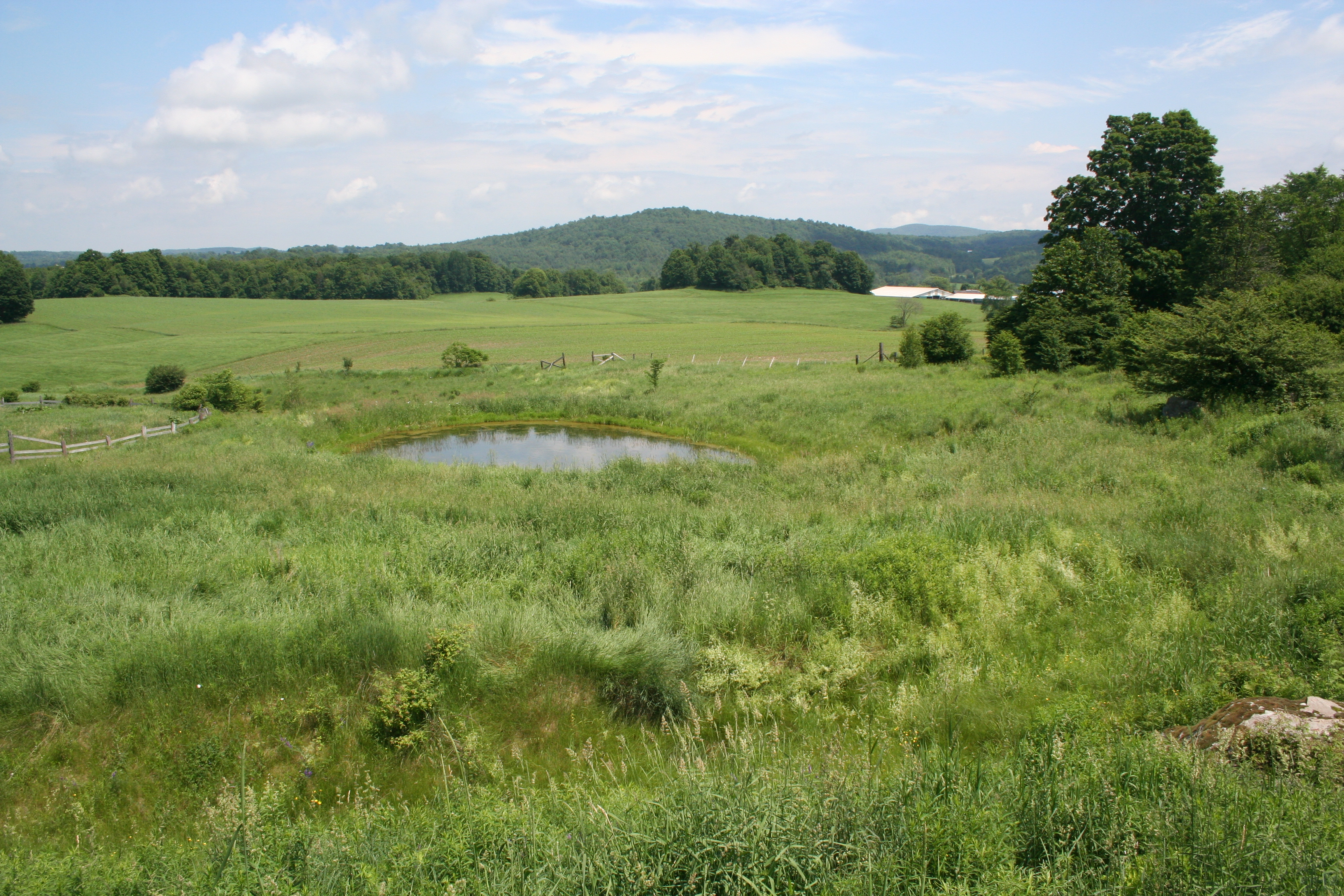
Typische Landschaft

Auf das gesamte County bezogen setzte sich die Bevölkerung zusammen aus 28,10 % Einwohnern unter 18 Jahren, 7,00 % zwischen 18 und 24 Jahren, 31,40 % zwischen 25 und 44 Jahren, 22,50 % zwischen 45 und 64 Jahren und 11,00 % waren 65 Jahre alt oder darüber. Das Durchschnittsalter betrug 36 Jahre. Auf 100 weibliche Personen kamen 98,50 männliche Personen, auf 100 Frauen im Alter ab 18 Jahren kamen statistisch 95,90 Männer.
Das jährliche Durchschnittseinkommen eines Haushalts betrug 41.659 USD, das Durchschnittseinkommen der Familien betrug 46.733 USD. Männer hatten ein Durchschnittseinkommen von 32.009 USD, Frauen 24.078 USD. Das Prokopfeinkommen betrug 17.816 USD. 9,00 % der Bevölkerung und 7,00 % der Familien lebten unterhalb der Armutsgrenze. 10,40 % davon waren unter 18 Jahre und 10,30 % waren 65 Jahre oder älter.

## Städte und Gemeinden
Zusätzlich zu den unten angegebenen selbständigen Gemeinden existieren in Franklin County auch zwei mit eigenständigen Rechten versehene Villages Enosburg Falls und Swanton Village, die von den jeweils übergeordneten Towns mitverwaltet werden. Zudem gibt es für statistische Zwecke den Census-designated place: Richford sowie die Unincorporated Villages East Berkshire, East Fairfield, Georgia Plains, Morses Line, Sheldon Springs und St. Albans Bay.
| Ortschaft         | Status | Einwohner (2020) | Gesamte Fläche [km²] | Landfläche [km²] | Bevölkerungsdichte [Einwohner / km²] | Gründung      | Besonderheit |
| ----------------- | ------ | ---------------- | -------------------- | ---------------- | ------------------------------------ | ------------- | ------------ |
| Bakersfield       | town   | 1.273            | 115,6                | 115,6            | 11,0                                 | 25. Jan. 1791 |              |
| Berkshire         | town   | 1.547            | 109,3                | 109,3            | 14,2                                 | 22. Juni 1781 |              |
| Enosburgh         | town   | 2.810            | 126,2                | 125,8            | 22,3                                 | 15. Mai 1780  |              |
| Fairfax           | town   | 5.014            | 104,9                | 104,1            | 48,2                                 | 18. Aug. 1763 |              |
| Fairfield         | town   | 2.044            | 177,5                | 175,6            | 11,6                                 | 18. Aug. 1763 |              |
| Fletcher          | town   | 1.346            | 98,4                 | 98,0             | 13,7                                 | 20. Aug. 1781 |              |
| Franklin          | town   | 1.363            | 105,6                | 100,0            | 13,6                                 | 19. März 1789 |              |
| Georgia           | town   | 4.845            | 117,0                | 102,3            | 47,4                                 | 17. Aug. 1763 |              |
| Highgate          | town   | 3.472            | 155,1                | 132,5            | 26,2                                 | 17. Aug. 1763 |              |
| Montgomery        | town   | 1.184            | 147,0                | 147,0            | 8,1                                  | 8. Okt. 1789  |              |
| Richford          | town   | 2.346            | 112,1                | 112,0            | 20,9                                 | 21. Aug. 1780 |              |
| Sheldon           | town   | 2.136            | 101,8                | 100,1            | 21,3                                 | 18. Aug. 1763 |              |
| St. Albans (City) | city   | 6.877            | 40,1                 | 27,4             | 251,0                                | 1859          | County Seat  |
| St. Albans (Town) | town   | 6.988            | 156,8                | 97,3             | 71,8                                 | 17. Aug. 1763 |              |
| Swanton           | town   | 6.701            | 159,7                | 124,4            | 53,9                                 | 17. Aug. 1763 |              |